# Тінко Банабаков
Тінко Банабаков (болг. Тинко Банабаков; 22 квітня 1994, Велико-Тирново) — болгарський боксер, призер чемпіонату Європи серед аматорів.

## Аматорська кар'єра
На чемпіонаті Європи 2013 Тінко Банабаков програв у першому бою Мануелю Каппаї (Італія).
На Європейських іграх 2015 програв у першому бою Брендану Ірвіну (Ірландія).
На чемпіонаті Європи 2015 завоював бронзову медаль.
- В 1/8 фіналу переміг Артура Оганесяна (Вірменія) — 3-0
- У чвертьфіналі переміг Кіріла Серікова (Естонія) — 3-0
- У півфіналі програв Василю Єгорову (Росія) — 0-3

На чемпіонаті світу 2015 програв у першому бою Давиду Ягоджинському (Польща).
На чемпіонаті Європи 2017 програв у першому бою Самуелю Кармона (Іспанія).
На Європейських іграх 2019 у першому бою програв Федеріко Серра (Італія).